# فرناندو اسبينوزا
فرناندو اسبينوزا (بالإسبانية: Fernando Espinosa)‏ (9 مايو 1983 بمدينة مكسيكو في المكسيك - ) هو لاعب كرة قدم مكسيكي في مركز الوسط. لعب مع أتلانتي إف سي ونادي أونيفرسيداد ناسيونال.

## وصلات خارجية
- فرناندو اسبينوزا على موقع Soccerway.com (الإنجليزية)